# Всё хорошо, что хорошо кончается
«Всё хорошо́, что хорошо́ конча́ется», в других переводах «Коне́ц — де́лу вене́ц» (англ. All's Well That Ends Well) — пьеса Уильяма Шекспира, предположительно была написана между 1601 и 1608 годами, впервые была опубликована в 1623 году в сборнике пьес автора Первое фолио.
Пьеса озаглавлена Шекспиром как комедия. Сюжет произведения базируется на новелле (3.9) из Декамерона Джованни Боккаччо. Следует отметить отсутствие каких-либо подтверждений популярности пьесы при жизни Шекспира. Первая известная постановка на сцене состоялась в 1741 году.
Комедия эта своеобразна, и она стоит особняком от других комедий Шекспира. Её относят к числу «проблемных пьес», наряду с двумя другими — «Мера за меру» и «Троил и Крессида». Называют также «мрачной комедией», потому что в ней, несмотря на счастливый конец, преобладает мрачная атмосфера.

## Действующие лица
- Бертрам, граф Руссильонский.
- Елена, молодая девушка, которой покровительствует графиня Руссильонская.
- Герцог Флорентийский.
- Король Французский.
- Лафе, старый вельможа.
- Пароль, один из приближенных Бертрама.
- Несколько молодых дворян, участвующих вместе с Бертрамом во Флорентийской войне.
- Слуги графини Руссильонской.
- Графиня Руссильонская, мать Бертрама.
- Вдова-старуха из Флоренции.
- Диана, дочь её.
- Соседки и приятельницы Вдовы.
- Вельможи, офицеры, солдаты французские и флорентийские.

Место действия пьесы: Руссильон, Париж, Флоренция, Марсель.

## Краткий сюжет
В комедии Шекспир обрисовывает чувство умной и одаренной простолюдинки Елены, являющейся дочерью лекаря, к знатному графу Бертраму, который, испытывая взаимные чувства, параллельно испытывает страх перед неравным браком. По мере развития сюжета король Франции читает графу верное наставление, доказывая равенство всех людей по крови, и доказывает это возможностью одним росчерком пера присвоить Елене дворянство, ничего не изменив в её сущности. В конце сюжетной линии Елена с помощью хитрости побеждает запутавшегося аристократа.

## Экранизации
- 1968 — «Всё хорошо, что хорошо кончается» / All’s Well That Ends Well, Великобритания (ТВ), режиссёр Джон Бартон[англ.]. В ролях: Иэн Ричардсон — Бертрам, Линн Фарли[англ.] — Елена
- 1978 — «Всё хорошо, что хорошо кончается» / All’s Well That Ends Well, США (ТВ), режиссёр Вилфорд Лич[англ.]. В ролях: Марк Линн-Бэйкер[англ.] — Бертрам, Фрэнсис Конрой — Елена
- 1981 — «Всё хорошо, что хорошо кончается» / All’s Well That Ends Well Великобритания, США (ТВ) (BBC Shakespeare Collection[англ.]), режиссёр Элайджа Мошински. В ролях: Иэн Чарлсон — Бертрам, Анджела Даун[англ.] — Елена
- 2009 — «Всё хорошо, что хорошо кончается» / National Theatre Live: All’s Well That Ends Well Великобритания Национальный театр в прямом эфире. Режиссёр Марианн Эллиотт[англ.]
- 2012 — «Всё хорошо, что хорошо кончается» / All’s Well That Ends Well, Великобритания, режиссёр Джон Дав (Театр «Глобус» на экране)